# Pawel Korzec
Paweł Korzec est un historien juif polonais, né le 28 octobre 1919 à Łódź et mort le 15 mai 2012 à Paris 20e. Ses travaux portent sur l'histoire du mouvement ouvrier en Pologne, puis sur les relations judéo-polonaises au XXe siècle.

## Biographie
Paweł Korzec travaille comme ouvrier du textile après une scolarité achevée en 1937 à Łódź, tout en suivant des études secondaires, et est au début de la Seconde Guerre mondiale en zone occupée par l'armée soviétique. Après l'attaque nazie contre l'URSS, il participe au soulèvement du ghetto de Białystok en août 1943, rapidement écrasé par les Allemands, même si des combats se poursuivirent pendant plusieurs jours dans des poches de résistance isolées. Les chefs du soulèvement se suicidèrent après être tombés à court de munition. Quelques douzaines d'insurgés dont Paweł Korzec parviendront à s'enfuir dans les forêts environnantes et à rejoindre les rangs de la résistance, où il devient assez rapidement agent de liaison avec l'armée rouge, jusqu'à la libération de la Pologne.
Sa mère Ita Korzec meurt à Auschwitz en août 1944.
Il s'engage dans les rangs de la milice civique (MO) communiste et du parti ouvrier polonais avant de reprendre des études d'histoire à l'université de Łódź puis d'y travailler comme assistant, membre du PZPR, et d'y préparer un doctorat sous la direction de Natalia Gąsiorowska (pl). Sa thèse est consacrée à la classe ouvrière de Łódź à la fin du XIXe siècle et au début du XXe siècle, notamment sur la révolution de 1905-1907. Il y devient maître de conférence puis professeur, mais prend ses distances avec les idées communistes.
Quand en 1968 Gomulka, sous prétexte d'antisionisme, met en place une politique antisémite inspirée par l'URSS, il s'enfuit de Pologne avec sa famille pour éviter la prison en tant que juif et communiste. Il s'établit alors à Paris où il intègre le CNRS. Il témoigne dans plusieurs articles publiés de 1971 à 1973 par les Zeszyty Historyczne (pl) de Jerzy Giedroyc de son expérience du milieu des historiens de la Pologne communiste,.
Ses travaux de recherche menés en émigration en France et en Allemagne portent sur la situation des Juifs en Pologne au XXe siècle et sur l'antisémitisme sous la Deuxième République de Pologne.
Paweł Korzec meurt en 2012 à Paris et est inhumé au cimetière du Père-Lachaise (95e division).

## Publications
Principales publications en langue française
- Une affaire Dreyfus polonaise : le procès de Steiger (1924-1925)[5], Imprimerie Montbrun, 1974.
- Juifs en Pologne. La question juive pendant l'entre-deux-guerres (avec une préface de Nahum Goldmann), Presses de la FNSP, 1980.  (ISBN 2-7246-0440-7)
- avec Jacques Burko, Le Gouvernement polonais en exil et la persécution des juifs en France en 1942 : d'après des documents inédits, Éditions du Cerf, 1997 (Collection Histoires - Judaïsmes - Toledot).  (ISBN 978-2-204-05372-3)